# Jiao you
Stray Dogs (Jiao you) è un film del 2013 scritto e diretto da Tsai Ming-liang, con protagonista Lee Kang-sheng. È stato presentato in concorso alla 70ª Mostra internazionale d'arte cinematografica di Venezia.

## Trama
Un uomo e i suoi figli, un bambino e una bambina, vivono senza una casa a Taipei (che sembra una città praticamente desolata). Durante il giorno, il padre lavora per un'agenzia immobiliare mostrando cartelloni nelle strade, mentre i figli passono le giornate scorrazzando per negozi e nella natura.
La famiglia si incontra di notte per lavarsi in bagni pubblici e dormire in edifici abbandonati. Sono poche le conversazioni e molte le attività giornaliera della famiglia, con lunghe scene dove mangiano, bevono, dormono, fumano, urinano, defecano e piangono. Una donna, quella che sembra la madre o per lo meno una figura materna, osserva di soppiatto la famiglia, per poi unirsi a loro.

## Produzione
Jiao you è stato presentato come il decimo (e ultimo secondo le intenzioni iniziali del regista) lungometraggio di Tsai Ming-Lian.
Scritto da Tsai, Peng Fei e Tung Cheng Yu e prodotto da Vincent Wang, ha come protagonista Lee Kang-Sheng, solito a comparire nei film di Tsai, mentre i fratelli sono interpretati da veri fratelli, nipoti di Lee e figliocci di Tsai.

## Accoglienza
Jiao you ha il 90% di recensioni positive su Rotten Tomatoes e ha vinto il Gran premio della giuria alla 70ª Mostra internazionale d'arte cinematografica di Venezia.

## Riconoscimenti
- Premio speciale della giuria alla 70ª Mostra internazionale d'arte cinematografica di Venezia